# Elliot Lake
Elliot Lake – miasto w Kanadzie, w prowincji Ontario, w dystrykcie Algoma. Miasto znajduje się mniej więcej w połowie drogi z Greater Sudbury do Sault Ste. Marie, na brzegu małego jeziora Elliot. Elliot Lake należy do AFMO, związku gmin ontaryjskich ze znaczącym odsetkiem mieszkańców francuskojęzycznych.
Miasto zostało założone w 1955 r. wskutek odkrycia uranu w okolicy i założenia wielu kopalń. U szczytu aktywności, ludność osiągnęła 26 000 ludzi, jednak w latach 90. XX wieku zmniejszające się zasoby uranu oraz jego niska cena na rynkach światowych spowodowały zamknięcie kopalń. Od tego czasu ludność spadła, a miasto usiłuje utrzymać się z turystyki oraz jako resort dla emerytów.
Liczba mieszkańców Elliot Lake wynosi 11 549. Język angielski jest językiem ojczystym dla 73,6%, francuski dla 16,3% mieszkańców (2006).